# Favia lacuna
Favia lacuna är en korallart som beskrevs av Veron, Turak och DeVantier 2002. Favia lacuna ingår i släktet Favia och familjen Faviidae. IUCN kategoriserar arten globalt som nära hotad.
Artens utbredningsområde är Röda havet. Inga underarter finns listade i Catalogue of Life.